# سفيان العلاو
سفيان العلاو، وزير النفط والثروة المعدنية - الجمهورية العربية السورية، وهو جامعي، حصل على شهادة الهندسة الميكانيكية والكهربائية من جامعة حلب عام 1966، متزوج، له خمسة أولاد 4 ذكور، وأنثى.

## الوظائف السابقة
- مهندس قي مؤسسة الاتصالات 1966/1967.
- مدير استثمار المنشأة قي المؤسسة العامة لسد الفرات 1967/1980.
- مهندس قي وزارة الرى 1980/1983.
- مهندس قي مكتب رئيس مجلس الوزراء لشؤون الطاقة 1983/1984.
- معاون وزير الكهرباء من 1984/2004.
- خبير قي هيئة تخطيط الدولة من 2004/2005.
- خبير قي قسم الطاقة قي لجنة الأمم المتحدة الاقتصادية الاجتماعية لغرب آسيا الاسكوا من 2004 وحتى تكليفه وزيرا للنفط والثروة المعدنية.